# Real Madrid in het seizoen 2014/15
Dit artikel geeft een overzicht van Real Madrid in het seizoen 2014/15.

## Spelerskern
| No.           | Naam               | Nationaliteit | Geboortedatum | Vorige club                 | opgeleid bij Real Madrid |
| ------------- | ------------------ | ------------- | ------------- | --------------------------- | ------------------------ |
| Keepers       |                    |               |               |                             |                          |
| 1             | Iker Casillas      | Spanje        | 20-05-1981    |                             | cantera Real Madrid      |
| 13            | Keylor Navas       | Costa Rica    | 15-12-1986    | 2011-2014 Levante           |                          |
| 25            | Fernando Pacheco   | Spanje        | 18-05-1992    |                             | cantera Real Madrid      |
| Verdedigers   |                    |               |               |                             |                          |
| 2             | Raphaël Varane     | Frankrijk     | 25-04-1993    | 2010-2011 RC Lens           |                          |
| 3             | Pepe               | Portugal      | 26-02-1983    | 2004-2007 FC Porto          |                          |
| 4             | Sergio Ramos       | Spanje        | 30-03-1986    | 2004-2005 Sevilla FC        |                          |
| 5             | Fábio Coentrão     | Portugal      | 11-03-1988    | 2009-2011 Benfica           |                          |
| 12            | Marcelo            | Brazilië      | 12-05-1988    | 2005-2006 Fluminense        |                          |
| 15            | Daniel Carvajal    | Spanje        | 11-01-1992    | 2012-2013 Bayer Leverkusen  | cantera Real Madrid      |
| 17            | Álvaro Arbeloa     | Spanje        | 17-01-1983    | 2007-2009 Liverpool FC      | cantera Real Madrid      |
| 18            | Nacho              | Spanje        | 18-01-1990    |                             | cantera Real Madrid      |
| 34            | Diego Llorente     | Spanje        | 19-08-1993    |                             | cantera Real Madrid      |
| Middenvelders |                    |               |               |                             |                          |
| 6             | Sami Khedira       | Duitsland     | 04-04-1987    | 2006-2010 VfB Stuttgart     |                          |
| 8             | Toni Kroos         | Duitsland     | 04-01-1990    | 2010-2014 Bayern München    |                          |
| 10            | James Rodríguez    | Colombia      | 12-07-1991    | 2013-2014 AS Monaco         |                          |
| 16            | Lucas Silva        | Brazilië      | 16-02-1993    | 2012-2014 Cruzeiro          |                          |
| 19            | Luka Modrić        | Kroatië       | 09-09-1985    | 2008-2012 Tottenham Hotspur |                          |
| 21            | Martin Ødegaard    | Noorwegen     | 17-12-1998    | 2014-2015 Strømsgodset      |                          |
| 23            | Isco               | Spanje        | 21-04-1992    | 2011-2013 Málaga CF         |                          |
| 24            | Asier Illarramendi | Spanje        | 08-03-1990    | 2010-2013 Real Sociedad     |                          |
| 26            | Álvaro Medrán      | Spanje        | 15-03-1994    |                             | cantera Real Madrid      |
| 37            | Javier Muñoz       | Spanje        | 18-02-1995    |                             | cantera Real Madrid      |
| Aanvallers    |                    |               |               |                             |                          |
| 7             | Cristiano Ronaldo  | Portugal      | 05-02-1985    | 2003-2009 Manchester United |                          |
| 9             | Karim Benzema      | Frankrijk     | 19-12-1987    | 2004-2009 Olympique Lyon    |                          |
| 11            | Gareth Bale        | Wales         | 16-07-1989    | 2007-2013 Tottenham Hotspur |                          |
| 14            | Javier Hernández   | Mexico        | 01-08-1987    | 2010-2014 Manchester United |                          |
| 20            | Jesé               | Spanje        | 26-02-1993    |                             | cantera Real Madrid      |
| 27            | Raúl de Tomás      | Spanje        | 17-10-1994    |                             | cantera Real Madrid      |

- = Aanvoerder

### Technische staf
|                 |                        |               |
| Functie         | Naam                   | Nationaliteit |
| Coach           | Carlo Ancelotti (foto) | Italië        |
| Assistent-coach | Fernando Hierro        | Spanje        |
| Assistent-coach | Paul Clement           | Engeland      |
| Keeperstrainer  | Villiam Vecchi         | Italië        |

## Resultaten
| Primera División | Copa del Rey | Supercopa           | Champions League | UEFA Super Cup | WK voor clubs |
| ---------------- | ------------ | ------------------- | ---------------- | -------------- | ------------- |
|                  |              |                     |                  |                |               |
| Vicekampioen     | 1/8 finale   | Verliezend finalist | Halve finale     | Winnaar        | Winnaar       |

## Uitrustingen
Shirtsponsor(s): Fly Emirates

Sportmerk: adidas
| Thuis | Uit | Alternatief | Doelman | Doelman |

## Transfers

### Zomer

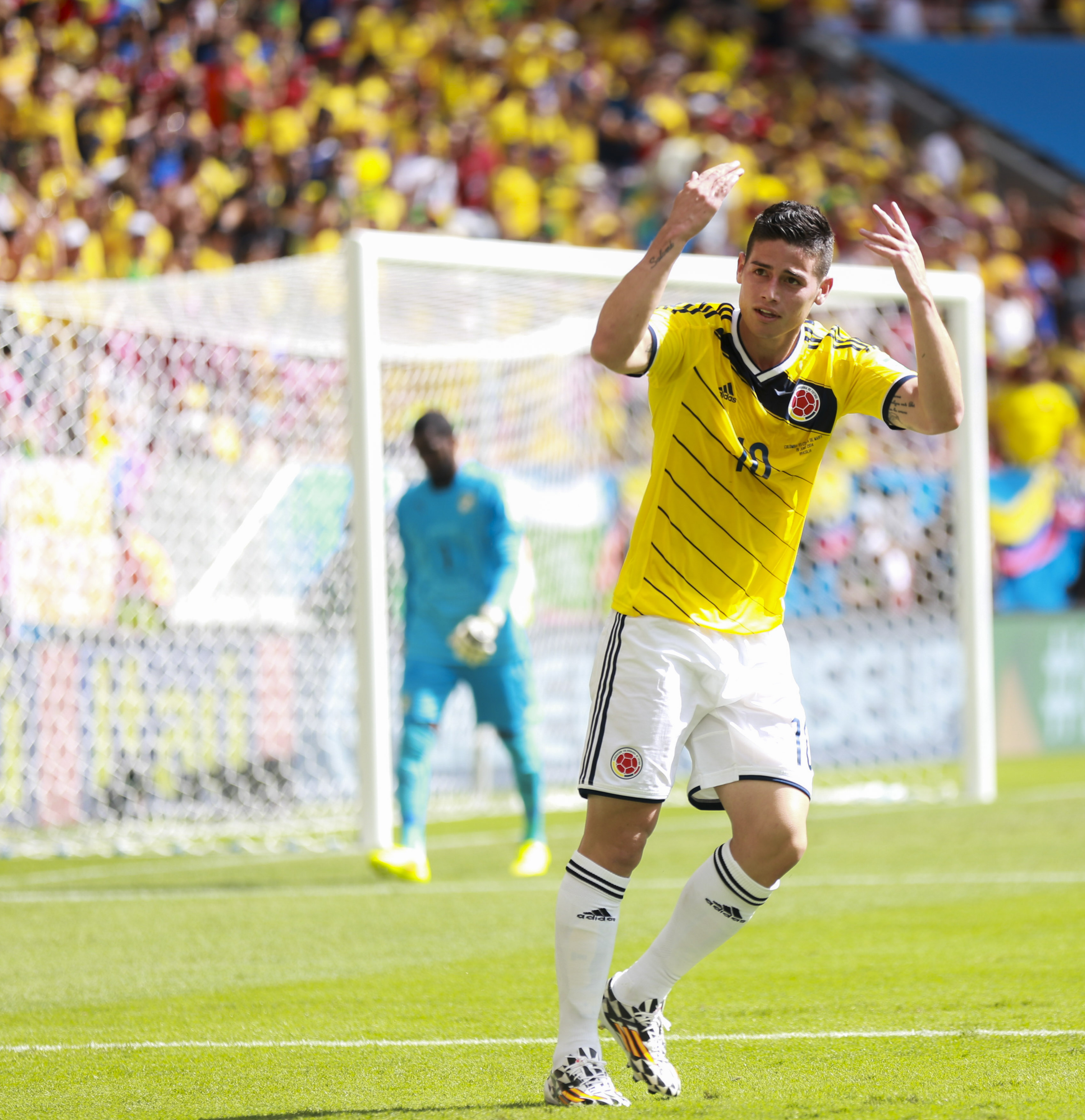
De Koninklijken haalden James Rodríguez, topschutter van het WK 2014, voor € 80 miljoen naar Madrid.

| Naam             | Nationaliteit    | Van/naar            | Prijs         |
| ---------------- | ---------------- | ------------------- | ------------- |
| Inkomend         |                  |                     |               |
| Toni Kroos       | Duitsland        | Bayern München      | € 30.000.000  |
| Keylor Navas     | Costa Rica       | Levante             | € 10.000.000  |
| James Rodríguez  | Colombia         | AS Monaco           | € 80.000.000  |
| Javier Hernández | Mexico           | Manchester United   | Gehuurd       |
| TOTAAL UITGAVEN: | TOTAAL UITGAVEN: | TOTAAL UITGAVEN:    | € 120.000.000 |
| Uitgaand         |                  |                     |               |
| Álvaro Morata    | Spanje           | Juventus            | € 20.000.000  |
| Diego López      | Spanje           | AC Milan            | € 2.500.000   |
| Ángel Di María   | Argentinië       | Manchester United   | € 75.000.000  |
| Xabi Alonso      | Spanje           | Bayern München      | € 6.000.000   |
| Jesús Fernández  | Spanje           | Levante             | Transfervrij  |
| Casemiro         | Brazilië         | FC Porto            | Verhuurd      |
| Willian José     | Brazilië         | Deportivo Maldonado | Einde huur    |
| TOTAAL INKOMEN:  | TOTAAL INKOMEN:  | TOTAAL INKOMEN:     | € 97.500.000  |

### Winter
| Naam             | Nationaliteit    | Van/naar         | Prijs        |
| ---------------- | ---------------- | ---------------- | ------------ |
| Inkomend         |                  |                  |              |
| Martin Ødegaard  | Noorwegen        | Strømsgodset     | € 3.400.000  |
| Lucas Silva      | Brazilië         | Cruzeiro         | € 15.000.000 |
| TOTAAL UITGAVEN: | TOTAAL UITGAVEN: | TOTAAL UITGAVEN: | € 18.400.000 |

## UEFA Super Cup

### Wedstrijden
| UEFA Super Cup                                      |                         |         |            | |                        |
| Wedstrijddetails                                    | Thuisploeg              | Uitslag | Uitploeg   | Opstelling | Kaarten                |
| Finale                                              |                         |         |            | |                        |
| 12 augustus 2014 20:45 Cardiff City Stadium Cardiff | Real Madrid             | 2-0     | Sevilla FC | Casillas Carvajal, Pepe, Ramos, Coentrão (84' Marcelo) Modrić (86' Illarramendi), Kroos, Rodríguez (72' Isco) Bale, Benzema, Ronaldo | 45' Carvajal 53' Kroos |
| 12 augustus 2014 20:45 Cardiff City Stadium Cardiff | 30' Ronaldo 49' Ronaldo | 1-0 2-0 |            | Casillas Carvajal, Pepe, Ramos, Coentrão (84' Marcelo) Modrić (86' Illarramendi), Kroos, Rodríguez (72' Isco) Bale, Benzema, Ronaldo | 45' Carvajal 53' Kroos |

## Supercopa

### Wedstrijden
| Supercopa                                               |                 |         |                 | |                                                                     |
| Wedstrijddetails                                        | Thuisploeg      | Uitslag | Uitploeg        | Opstelling | Kaarten                                                             |
| Finale                                                  |                 |         |                 | |                                                                     |
| 19 augustus 2014 23:00 Estadio Santiago Bernabéu Madrid | Real Madrid     | 1-1     | Atlético Madrid | Casillas Carvajal, Pepe, Ramos, Marcelo Modrić (78' Di María), Alonso, Kroos Bale, Benzema, Ronaldo (46' Rodríguez)              | 39' Alonso 60' Ramos                                                |
| 19 augustus 2014 23:00 Estadio Santiago Bernabéu Madrid | 81' Rodríguez   | 1-0 1-1 | 88' García      | Casillas Carvajal, Pepe, Ramos, Marcelo Modrić (78' Di María), Alonso, Kroos Bale, Benzema, Ronaldo (46' Rodríguez)              | 39' Alonso 60' Ramos                                                |
| 22 augustus 2014 23:00 Estadio Vicente Calderón Madrid  | Atlético Madrid | 1-0     | Real Madrid     | Casillas Carvajal, Varane, Ramos, Coentrão (70' Marcelo) Modrić, Alonso, Kroos (46' Ronaldo) Bale, Benzema, Rodríguez (65' Isco) | 48' Modrić 52' Alonso 78' Isco 89' Ramos 90+1' Modrić 90+4' Ronaldo |
| 22 augustus 2014 23:00 Estadio Vicente Calderón Madrid  | 2' Mandžukić    | 1-0     |                 | Casillas Carvajal, Varane, Ramos, Coentrão (70' Marcelo) Modrić, Alonso, Kroos (46' Ronaldo) Bale, Benzema, Rodríguez (65' Isco) | 48' Modrić 52' Alonso 78' Isco 89' Ramos 90+1' Modrić 90+4' Ronaldo |

## Primera División

### Wedstrijden
| Wedstrijddetails                                                   | Thuisploeg                                                                                                   | Uitslag                                 | Uitploeg                                                                                          | Opstelling | Kaarten                                                         |
| ------------------------------------------------------------------ | --- | --------------------------------------- | ------------------------------------------------------------------------------------------------- | --- | --------------------------------------------------------------- |
| Heenronde                                                          | |                                         |                                                                                                   | |                                                                 |
| 25 augustus 2014 20:00 Estadio Santiago Bernabéu Madrid            | Real Madrid                                                                                                  | 2-0                                     | Córdoba                                                                                           | Casillas Arbeloa (74' Carvajal), Pepe, Ramos, Marcelo Modrić, Kroos, Rodríguez (73' Isco) Bale, Benzema (76' Khedira), Ronaldo             | 72' Benzema                                                     |
| 25 augustus 2014 20:00 Estadio Santiago Bernabéu Madrid            | 30' Benzema 90' Ronaldo                                                                                      | 1-0 2-0                                 |                                                                                                   | Casillas Arbeloa (74' Carvajal), Pepe, Ramos, Marcelo Modrić, Kroos, Rodríguez (73' Isco) Bale, Benzema (76' Khedira), Ronaldo             | 72' Benzema                                                     |
| 31 augustus 2014 21:00 Estadio Anoeta San Sebastián                | Real Sociedad                                                                                                | 4-2                                     | Real Madrid                                                                                       | Casillas Carvajal (77' Arbeloa), Pepe, Ramos, Marcelo Modrić (74' Khedira), Kroos, Isco Rodríguez, Benzema, Bale                           | 36' Carvajal 82' Isco                                           |
| 31 augustus 2014 21:00 Estadio Anoeta San Sebastián                | 35' Martínez 41' Zurutuza 62' Zurutuza 75' Vela                                                              | 0-1 0-2 1-2 2-2 3-2 4-2                 | 5' Ramos 11' Bale                                                                                 | Casillas Carvajal (77' Arbeloa), Pepe, Ramos, Marcelo Modrić (74' Khedira), Kroos, Isco Rodríguez, Benzema, Bale                           | 36' Carvajal 82' Isco                                           |
| 13 september 2014 20:00 Estadio Santiago Bernabéu Madrid           | Real Madrid                                                                                                  | 1-2                                     | Atlético Madrid                                                                                   | Casillas Arbeloa (77' Varane), Pepe, Ramos, Coentrão Modrić, Kroos, Rodríguez Bale (72' Isco), Benzema (63' Hernández), Ronaldo            | 19' Rodríguez 63' Arbeloa 67' Hernández 85' Modrić              |
| 13 september 2014 20:00 Estadio Santiago Bernabéu Madrid           | 26' Ronaldo                                                                                                  | 0-1 1-1 1-2                             | 10' Tiago 76' Turan                                                                               | Casillas Arbeloa (77' Varane), Pepe, Ramos, Coentrão Modrić, Kroos, Rodríguez Bale (72' Isco), Benzema (63' Hernández), Ronaldo            | 19' Rodríguez 63' Arbeloa 67' Hernández 85' Modrić              |
| 20 september 2014 16:00 Estadio Municipal de Riazor La Coruña      | Deportivo La Coruña                                                                                          | 2-8                                     | Real Madrid                                                                                       | Casillas Arbeloa, Varane, Ramos, Marcelo Modrić (71' Isco), Kroos, Rodríguez Bale (77' Hernández), Benzema (59' Illarramendi), Ronaldo     | 50' Ramos                                                       |
| 20 september 2014 16:00 Estadio Municipal de Riazor La Coruña      | 51' Medunjanin 84' Toché                                                                                     | 0-1 0-2 0-3 1-3 1-4 1-5 1-6 2-6 2-7 2-8 | 29' Ronaldo 36' Rodríguez 41' Ronaldo 66' Bale 74' Bale 78' Ronaldo 88' Hernández 90+2' Hernández | Casillas Arbeloa, Varane, Ramos, Marcelo Modrić (71' Isco), Kroos, Rodríguez Bale (77' Hernández), Benzema (59' Illarramendi), Ronaldo     | 50' Ramos                                                       |
| 23 september 2014 20:00 Estadio Santiago Bernabéu Madrid           | Real Madrid                                                                                                  | 5-1                                     | Elche                                                                                             | Navas Carvajal (65' Arbeloa), Varane, Ramos (82' Nacho), Marcelo Kroos, Illarramendi, Isco Bale, Ronaldo, Rodríguez (78' Hernández)        | 4' Carvajal 16' Marcelo                                         |
| 23 september 2014 20:00 Estadio Santiago Bernabéu Madrid           | 20' Bale 28' Ronaldo 32' Ronaldo 80' Ronaldo 90+2' Ronaldo                                                   | 0-1 1-1 2-1 3-1 4-1 5-1                 | 15' Albácar                                                                                       | Navas Carvajal (65' Arbeloa), Varane, Ramos (82' Nacho), Marcelo Kroos, Illarramendi, Isco Bale, Ronaldo, Rodríguez (78' Hernández)        | 4' Carvajal 16' Marcelo                                         |
| 27 september 2014 16:00 Estadio El Madrigal Villarreal             | Villarreal                                                                                                   | 0-2                                     | Real Madrid                                                                                       | Casillas Carvajal, Varane, Ramos, Marcelo (76' Nacho) Modrić, Kroos, Rodríguez (74' Illarramendi) Bale, Benzema (84' Isco), Ronaldo        | 38' Ramos                                                       |
| 27 september 2014 16:00 Estadio El Madrigal Villarreal             | | 0-1 0-2                                 | 32' Modrić 40' Ronaldo                                                                            | Casillas Carvajal, Varane, Ramos, Marcelo (76' Nacho) Modrić, Kroos, Rodríguez (74' Illarramendi) Bale, Benzema (84' Isco), Ronaldo        | 38' Ramos                                                       |
| 5 oktober 2014 21:00 Estadio Santiago Bernabéu Madrid              | Real Madrid                                                                                                  | 5-0                                     | Athletic Bilbao                                                                                   | Casillas Carvajal, Pepe, Ramos (46' Varane), Marcelo Modrić, Kroos (74' Illarramendi), Rodríguez Bale, Benzema (79' Isco), Ronaldo         | 28' Ramos                                                       |
| 5 oktober 2014 21:00 Estadio Santiago Bernabéu Madrid              | 2' Ronaldo 41' Benzema 55' Ronaldo 69' Benzema 88' Ronaldo                                                   | 1-0 2-0 3-0 4-0 5-0                     |                                                                                                   | Casillas Carvajal, Pepe, Ramos (46' Varane), Marcelo Modrić, Kroos (74' Illarramendi), Rodríguez Bale, Benzema (79' Isco), Ronaldo         | 28' Ramos                                                       |
| 18 oktober 2014 16:00 Estadi Ciutat de València Valencia           | Levante | 0-5                                     | Real Madrid                                                                                       | Casillas Carvajal, Pepe, Nacho, Marcelo (73' Arbeloa) Rodríguez, Modrić (79' Medrán), Kroos (68' Illarramendi), Isco Hernández, Ronaldo    |                                                                 |
| 18 oktober 2014 16:00 Estadi Ciutat de València Valencia           | | 0-1 0-2 0-3 0-4 0-5                     | 13' Ronaldo 38' Hernández 61' Ronaldo 66' Rodríguez 82' Isco                                      | Casillas Carvajal, Pepe, Nacho, Marcelo (73' Arbeloa) Rodríguez, Modrić (79' Medrán), Kroos (68' Illarramendi), Isco Hernández, Ronaldo    |                                                                 |
| 25 oktober 2014 18:00 Estadio Santiago Bernabéu Madrid             | Real Madrid                                                                                                  | 3-1                                     | FC Barcelona                                                                                      | Casillas Carvajal, Pepe, Ramos, Marcelo Rodríguez, Modrić (89' Arbeloa), Kroos, Isco (84' Illarramendi) Benzema (87' Khedira), Ronaldo     | 74' Carvajal 90+3' Ronaldo                                      |
| 25 oktober 2014 18:00 Estadio Santiago Bernabéu Madrid             | 35' Ronaldo 50' Pepe 61' Benzema                                                                             | 0-1 1-1 2-1 3-1                         | 4' Neymar                                                                                         | Casillas Carvajal, Pepe, Ramos, Marcelo Rodríguez, Modrić (89' Arbeloa), Kroos, Isco (84' Illarramendi) Benzema (87' Khedira), Ronaldo     | 74' Carvajal 90+3' Ronaldo                                      |
| 1 november 2014 16:00 Estadio Nuevo Los Cármenes Granada           | Granada | 0-4                                     | Real Madrid                                                                                       | Casillas Carvajal (38' Arbeloa), Pepe, Ramos, Marcelo Rodríguez, Modrić (76' Khedira), Kroos, Isco (83' Illarramendi) Benzema, Ronaldo     | 43' Modrić 90+2' Arbeloa                                        |
| 1 november 2014 16:00 Estadio Nuevo Los Cármenes Granada           | | 0-1 0-2 0-3 0-4                         | 2' Ronaldo 31' Rodríguez 54' Benzema 87' Rodríguez                                                | Casillas Carvajal (38' Arbeloa), Pepe, Ramos, Marcelo Rodríguez, Modrić (76' Khedira), Kroos, Isco (83' Illarramendi) Benzema, Ronaldo     | 43' Modrić 90+2' Arbeloa                                        |
| 8 november 2014 20:00 Estadio Santiago Bernabéu Madrid             | Real Madrid                                                                                                  | 5-1                                     | Rayo Vallecano                                                                                    | Navas Nacho, Pepe, Ramos, Marcelo Bale (84' Hernández), Modrić, Kroos, Rodríguez (68' Isco) Benzema (84' Medrán), Ronaldo                  |                                                                 |
| 8 november 2014 20:00 Estadio Santiago Bernabéu Madrid             | 9' Bale 40' Ramos 55' Kroos 59' Benzema 83' Ronaldo                                                          | 1-0 2-0 2-1 3-1 4-1 5-1                 | 44' Bueno                                                                                         | Navas Nacho, Pepe, Ramos, Marcelo Bale (84' Hernández), Modrić, Kroos, Rodríguez (68' Isco) Benzema (84' Medrán), Ronaldo                  |                                                                 |
| 22 november 2014 18:00 Estadio Municipal de Ipurua Eibar           | Eibar | 0-4                                     | Real Madrid                                                                                       | Casillas Carvajal, Pepe, Ramos (73' Varane), Marcelo Isco, Kroos, Rodríguez (78' Coentrão) Bale, Benzema, Ronaldo (84' Arbeloa)            | 21' Ramos 42' Rodríguez                                         |
| 22 november 2014 18:00 Estadio Municipal de Ipurua Eibar           | | 0-1 0-2 0-3 0-4                         | 23' Rodríguez 43' Ronaldo 69' Benzema 83' Ronaldo                                                 | Casillas Carvajal, Pepe, Ramos (73' Varane), Marcelo Isco, Kroos, Rodríguez (78' Coentrão) Bale, Benzema, Ronaldo (84' Arbeloa)            | 21' Ramos 42' Rodríguez                                         |
| 29 november 2014 20:00 Estadio La Rosaleda Málaga                  | Málaga CF | 1-2                                     | Real Madrid                                                                                       | Casillas Carvajal (85' Varane), Pepe, Ramos, Marcelo Isco, Kroos, Rodríguez Bale (89' Hernández), Benzema (73' Illarramendi), Ronaldo      | 43' Kroos 71' Isco 80' Marcelo 86' Isco                         |
| 29 november 2014 20:00 Estadio La Rosaleda Málaga                  | 90+2' Santa Cruz                                                                                             | 0-1 0-2 1-2                             | 18' Benzema 83' Bale                                                                              | Casillas Carvajal (85' Varane), Pepe, Ramos, Marcelo Isco, Kroos, Rodríguez Bale (89' Hernández), Benzema (73' Illarramendi), Ronaldo      | 43' Kroos 71' Isco 80' Marcelo 86' Isco                         |
| 6 december 2014 20:00 Estadio Santiago Bernabéu Madrid             | Real Madrid                                                                                                  | 3-0                                     | Celta de Vigo                                                                                     | Casillas Carvajal, Pepe, Ramos, Marcelo Bale, Illarramendi, Kroos, Rodríguez (53' Arbeloa) Benzema (80' Coentrão), Ronaldo (85' Hernández) | 38' Rodríguez 75' Carvajal 79' Arbeloa 87' Ramos                |
| 6 december 2014 20:00 Estadio Santiago Bernabéu Madrid             | 36' Ronaldo 65' Ronaldo 81' Ronaldo                                                                          | 1-0 2-0 3-0                             |                                                                                                   | Casillas Carvajal, Pepe, Ramos, Marcelo Bale, Illarramendi, Kroos, Rodríguez (53' Arbeloa) Benzema (80' Coentrão), Ronaldo (85' Hernández) | 38' Rodríguez 75' Carvajal 79' Arbeloa 87' Ramos                |
| 12 december 2014 20:45 Estadio de los Juegos Mediterráneos Almería | Almería | 1-4                                     | Real Madrid                                                                                       | Casillas Carvajal, Pepe, Varane, Marcelo Illarramendi, Kroos, Isco Bale, Benzema (85' Coentrão), Ronaldo                                   | 24' Bale 57' Marcelo 62' Illarramendi 76' Ronaldo               |
| 12 december 2014 20:45 Estadio de los Juegos Mediterráneos Almería | 39' Verza | 0-1 1-1 1-2 1-3 1-4                     | 34' Isco 42' Bale 81' Ronaldo 88' Ronaldo                                                         | Casillas Carvajal, Pepe, Varane, Marcelo Illarramendi, Kroos, Isco Bale, Benzema (85' Coentrão), Ronaldo                                   | 24' Bale 57' Marcelo 62' Illarramendi 76' Ronaldo               |
| 4 januari 2015 17:00 Estadio Mestalla Valencia                     | Valencia | 2-1                                     | Real Madrid                                                                                       | Casillas Carvajal, Pepe, Ramos, Marcelo Isco, Kroos, Rodríguez (71' Khedira) Bale (71' Jesé), Benzema (80' Hernández), Ronaldo             | 15' Ramos 39' Isco 63' Carvajal                                 |
| 4 januari 2015 17:00 Estadio Mestalla Valencia                     | 52' Barragán 65' Otamendi                                                                                    | 0-1 1-1 2-1                             | 14' Ronaldo                                                                                       | Casillas Carvajal, Pepe, Ramos, Marcelo Isco, Kroos, Rodríguez (71' Khedira) Bale (71' Jesé), Benzema (80' Hernández), Ronaldo             | 15' Ramos 39' Isco 63' Carvajal                                 |
| 10 januari 2015 16:00 Estadio Santiago Bernabéu Madrid             | Real Madrid                                                                                                  | 3-0                                     | Espanyol                                                                                          | Casillas Arbeloa, Pepe, Varane, Coentrão Isco, Kroos (81' Khedira), Rodríguez (54' Nacho) Bale, Benzema (63' Illarramendi), Ronaldo        | 53' Coentrão 53' Ronaldo                                        |
| 10 januari 2015 16:00 Estadio Santiago Bernabéu Madrid             | 12' Rodríguez 28' Bale 76' Nacho                                                                             | 1-0 2-0 3-0                             |                                                                                                   | Casillas Arbeloa, Pepe, Varane, Coentrão Isco, Kroos (81' Khedira), Rodríguez (54' Nacho) Bale, Benzema (63' Illarramendi), Ronaldo        | 53' Coentrão 53' Ronaldo                                        |
| 18 januari 2015 12:00 Coliseum Alfonso Pérez Madrid                | Getafe | 0-3                                     | Real Madrid                                                                                       | Casillas Carvajal, Varane, Ramos, Marcelo (82' Nacho) Isco (78' Khedira), Kroos (82' Illarramendi), Rodríguez Bale, Benzema, Ronaldo       | 34' Kroos 61' Rodríguez                                         |
| 18 januari 2015 12:00 Coliseum Alfonso Pérez Madrid                | | 0-1 0-2 0-3                             | 63' Ronaldo 67' Bale 79' Ronaldo                                                                  | Casillas Carvajal, Varane, Ramos, Marcelo (82' Nacho) Isco (78' Khedira), Kroos (82' Illarramendi), Rodríguez Bale, Benzema, Ronaldo       | 34' Kroos 61' Rodríguez                                         |
| Terugronde                                                         | |                                         |                                                                                                   | |                                                                 |
| 24 januari 2015 16:00 Estadio Nuevo Arcángel Córdoba               | Córdoba | 1-2                                     | Real Madrid                                                                                       | Casillas Carvajal, Varane, Ramos, Marcelo (72' Coentrão) Khedira (64' Illarramendi), Kroos, Rodríguez (80' Jesé) Bale, Benzema, Ronaldo    | 2' Ramos 63' Khedira 74' Carvajal 82' Ronaldo                   |
| 24 januari 2015 16:00 Estadio Nuevo Arcángel Córdoba               | 3' Ghilas | 1-0 1-1 1-2                             | 27' Benzema 89' Bale                                                                              | Casillas Carvajal, Varane, Ramos, Marcelo (72' Coentrão) Khedira (64' Illarramendi), Kroos, Rodríguez (80' Jesé) Bale, Benzema, Ronaldo    | 2' Ramos 63' Khedira 74' Carvajal 82' Ronaldo                   |
| 31 januari 2015 16:00 Estadio Santiago Bernabéu Madrid             | Real Madrid                                                                                                  | 4-1                                     | Real Sociedad                                                                                     | Casillas Carvajal, Varane, Ramos, Marcelo Rodríguez (74' Jesé), Illarramendi, Kroos (81' Khedira), Isco Benzema (81' Hernández), Bale      | 31' Illarramendi 70' Marcelo 88' Khedira                        |
| 31 januari 2015 16:00 Estadio Santiago Bernabéu Madrid             | 3' Rodríguez 37' Ramos 52' Benzema 76' Benzema                                                               | 0-1 1-1 2-1 3-1 4-1                     | 1' Elustondo                                                                                      | Casillas Carvajal, Varane, Ramos, Marcelo Rodríguez (74' Jesé), Illarramendi, Kroos (81' Khedira), Isco Benzema (81' Hernández), Bale      | 31' Illarramendi 70' Marcelo 88' Khedira                        |
| 4 februari 2015 20:45 Estadio Santiago Bernabéu Madrid             | Real Madrid                                                                                                  | 2-1                                     | Sevilla FC                                                                                        | Casillas Arbeloa, Varane, Ramos (9' Nacho), Marcelo Rodríguez (27' Jesé), Khedira, Kroos, Isco (90' Illarramendi) Bale, Benzema            | 45' Varane 60' Marcelo 86' Isco                                 |
| 4 februari 2015 20:45 Estadio Santiago Bernabéu Madrid             | 12' Rodríguez 36' Jesé                                                                                       | 1-0 2-0 2-1                             | 80' Aspas                                                                                         | Casillas Arbeloa, Varane, Ramos (9' Nacho), Marcelo Rodríguez (27' Jesé), Khedira, Kroos, Isco (90' Illarramendi) Bale, Benzema            | 45' Varane 60' Marcelo 86' Isco                                 |
| 7 februari 2015 16:00 Estadio Vicente Calderón Madrid              | Atlético Madrid                                                                                              | 4-0                                     | Real Madrid                                                                                       | Casillas Carvajal, Varane, Nacho, Coentrão Khedira (46' Jesé), Kroos, Isco (68' Illarramendi) Bale, Benzema (73' Hernández), Ronaldo       | 29' Kroos 85' Jesé                                              |
| 7 februari 2015 16:00 Estadio Vicente Calderón Madrid              | 14' Tiago 18' Saúl 67' Griezmann 89' Mandžukić                                                               | 1-0 2-0 3-0 4-0                         |                                                                                                   | Casillas Carvajal, Varane, Nacho, Coentrão Khedira (46' Jesé), Kroos, Isco (68' Illarramendi) Bale, Benzema (73' Hernández), Ronaldo       | 29' Kroos 85' Jesé                                              |
| 14 februari 2015 18:00 Estadio Santiago Bernabéu Madrid            | Real Madrid                                                                                                  | 2-0                                     | Deportivo La Coruña                                                                               | Casillas Arbeloa, Varane, Nacho, Marcelo Illarramendi (71' Lucas Silva), Kroos, Isco (80' Carvajal) Bale, Benzema (86' Jesé), Ronaldo      | 48' Nacho 78' Arbeloa                                           |
| 14 februari 2015 18:00 Estadio Santiago Bernabéu Madrid            | 22' Isco 73' Benzema                                                                                         | 1-0 2-0                                 |                                                                                                   | Casillas Arbeloa, Varane, Nacho, Marcelo Illarramendi (71' Lucas Silva), Kroos, Isco (80' Carvajal) Bale, Benzema (86' Jesé), Ronaldo      | 48' Nacho 78' Arbeloa                                           |
| 22 februari 2015 21:00 Estadio Manuel Martínez Valero Elche        | Elche | 0-2                                     | Real Madrid                                                                                       | Casillas Carvajal, Pepe, Varane, Marcelo Lucas Silva (84' Illarramendi), Kroos, Isco (89' Arbeloa) Bale, Benzema (90+3' Jesé), Ronaldo     | 38' Marcelo                                                     |
| 22 februari 2015 21:00 Estadio Manuel Martínez Valero Elche        | | 0-1 0-2                                 | 56' Benzema 69' Ronaldo                                                                           | Casillas Carvajal, Pepe, Varane, Marcelo Lucas Silva (84' Illarramendi), Kroos, Isco (89' Arbeloa) Bale, Benzema (90+3' Jesé), Ronaldo     | 38' Marcelo                                                     |
| 1 maart 2015 21:00 Estadio Santiago Bernabéu Madrid                | Real Madrid                                                                                                  | 1-1                                     | Villarreal                                                                                        | Casillas Carvajal, Pepe, Varane, Marcelo Lucas Silva (72' Jesé), Kroos, Isco (78' Illarramendi) Bale, Benzema (81' Hernández), Ronaldo     | 76' Carvajal 89' Pepe                                           |
| 1 maart 2015 21:00 Estadio Santiago Bernabéu Madrid                | 52' Ronaldo                                                                                                  | 1-0 1-1                                 | 64' Moreno                                                                                        | Casillas Carvajal, Pepe, Varane, Marcelo Lucas Silva (72' Jesé), Kroos, Isco (78' Illarramendi) Bale, Benzema (81' Hernández), Ronaldo     | 76' Carvajal 89' Pepe                                           |
| 7 maart 2015 18:00 San Mamés Bilbao                                | Athletic Bilbao                                                                                              | 1-0                                     | Real Madrid                                                                                       | Casillas Carvajal, Pepe, Varane, Marcelo Illarramendi (71' Jesé), Kroos (76' Lucas Silva), Isco Bale, Benzema (80' Hernández), Ronaldo     | 30' Kroos 41' Illarramendi 74' Isco 86' Marcelo                 |
| 7 maart 2015 18:00 San Mamés Bilbao                                | 26' Aduriz                                                                                                   | 1-0                                     |                                                                                                   | Casillas Carvajal, Pepe, Varane, Marcelo Illarramendi (71' Jesé), Kroos (76' Lucas Silva), Isco Bale, Benzema (80' Hernández), Ronaldo     | 30' Kroos 41' Illarramendi 74' Isco 86' Marcelo                 |
| 15 maart 2015 21:00 Estadio Santiago Bernabéu Madrid               | Real Madrid                                                                                                  | 2-0                                     | Levante                                                                                           | Navas Carvajal, Pepe, Ramos, Marcelo Modrić (78' Illarramendi), Lucas Silva, Isco (69' Jesé) Bale, Benzema (82' Hernández), Ronaldo        | 30' Modrić 85' Ramos                                            |
| 15 maart 2015 21:00 Estadio Santiago Bernabéu Madrid               | 18' Bale 40' Bale                                                                                            | 1-0 2-0                                 |                                                                                                   | Navas Carvajal, Pepe, Ramos, Marcelo Modrić (78' Illarramendi), Lucas Silva, Isco (69' Jesé) Bale, Benzema (82' Hernández), Ronaldo        | 30' Modrić 85' Ramos                                            |
| 22 maart 2015 21:00 Camp Nou Barcelona                             | FC Barcelona                                                                                                 | 2-1                                     | Real Madrid                                                                                       | Casillas Carvajal, Pepe (73' Varane), Ramos, Marcelo Modric (88' Lucas Silva), Kroos, Isco (80' Jesé) Bale, Benzema, Ronaldo               | 21' Pepe 37' Ronaldo 45' Ramos 48' Carvajal 52' Modrić 64' Isco |
| 22 maart 2015 21:00 Camp Nou Barcelona                             | 19' Mathieu 56' Suárez                                                                                       | 1-0 1-1 2-1                             | 31' Ronaldo                                                                                       | Casillas Carvajal, Pepe (73' Varane), Ramos, Marcelo Modric (88' Lucas Silva), Kroos, Isco (80' Jesé) Bale, Benzema, Ronaldo               | 21' Pepe 37' Ronaldo 45' Ramos 48' Carvajal 52' Modrić 64' Isco |
| 5 april 2015 12:00 Estadio Santiago Bernabéu Madrid                | Real Madrid                                                                                                  | 9-1                                     | Granada                                                                                           | Casillas Arbeloa, Varane, Ramos, Marcelo Modric, Kroos (57' Illarramendi), Rodríguez (61' Jesé) Bale, Benzema (61' Hernández), Ronaldo     | 87' Arbeloa                                                     |
| 5 april 2015 12:00 Estadio Santiago Bernabéu Madrid                | 25' Bale 30' Ronaldo 36' Ronaldo 38' Ronaldo 52' Benzema 54' Ronaldo 56' Benzema 83' Mainz (own) 89' Ronaldo | 1-0 2-0 3-0 4-0 5-0 6-0 7-0 7-1 8-1 9-1 | 74' Ibañez                                                                                        | Casillas Arbeloa, Varane, Ramos, Marcelo Modric, Kroos (57' Illarramendi), Rodríguez (61' Jesé) Bale, Benzema (61' Hernández), Ronaldo     | 87' Arbeloa                                                     |
| 8 april 2015 22:00 Campo de Fútbol de Vallecas Madrid              | Rayo Vallecano                                                                                               | 0-2                                     | Real Madrid                                                                                       | Casillas Carvajal, Varane, Ramos, Marcelo Modric, Kroos, Rodríguez (90' Nacho) Bale (90+1' Hernández), Benzema (72' Isco), Ronaldo         | 20' Rodríguez 51' Ronaldo 51' Kroos 52' Bale 54' Carvajal       |
| 8 april 2015 22:00 Campo de Fútbol de Vallecas Madrid              | | 0-1 0-2                                 | 68' Ronaldo 73' Rodríguez                                                                         | Casillas Carvajal, Varane, Ramos, Marcelo Modric, Kroos, Rodríguez (90' Nacho) Bale (90+1' Hernández), Benzema (72' Isco), Ronaldo         | 20' Rodríguez 51' Ronaldo 51' Kroos 52' Bale 54' Carvajal       |
| 11 april 2015 16:00 Estadio Santiago Bernabéu Madrid               | Real Madrid                                                                                                  | 3-0                                     | Eibar                                                                                             | Navas Arbeloa, Varane, Ramos (64' Pepe), Marcelo (65' Nacho) Modrić (61' Lucas Silva), Illarramendi, Isco Jesé, Hernández, Ronaldo         |                                                                 |
| 11 april 2015 16:00 Estadio Santiago Bernabéu Madrid               | 21' Ronaldo 31' Hernández 83' Jesé                                                                           | 1-0 2-0 3-0                             |                                                                                                   | Navas Arbeloa, Varane, Ramos (64' Pepe), Marcelo (65' Nacho) Modrić (61' Lucas Silva), Illarramendi, Isco Jesé, Hernández, Ronaldo         |                                                                 |
| 11 april 2015 16:00 Estadio Santiago Bernabéu Madrid               | Real Madrid                                                                                                  | 3-1                                     | Málaga CF                                                                                         | Casillas Arbeloa (76' Carvajal), Pepe, Ramos, Marcelo Isco, Modrić (60' Illarramendi), Kroos, Rodríguez Bale (5' Hernández), Ronaldo       | 61' Arbeloa 81' Kroos                                           |
| 11 april 2015 16:00 Estadio Santiago Bernabéu Madrid               | 24' Ramos 69' Rodríguez 90+2' Ronaldo                                                                        | 1-0 2-0 2-1 3-1                         | 71' Juanmi                                                                                        | Casillas Arbeloa (76' Carvajal), Pepe, Ramos, Marcelo Isco, Modrić (60' Illarramendi), Kroos, Rodríguez Bale (5' Hernández), Ronaldo       | 61' Arbeloa 81' Kroos                                           |
| 26 april 2015 21:00 Estadio Balaídos Vigo                          | Celta de Vigo                                                                                                | 2-4                                     | Real Madrid                                                                                       | Casillas Carvajal, Varane, Ramos, Marcelo Rodríguez (85' Arbeloa), Illarramendi, Kroos, Isco (82' Jesé) Hernández (74' Pepe), Ronaldo      | 84' Ramos 90' Carvajal                                          |
| 26 april 2015 21:00 Estadio Balaídos Vigo                          | 9' Nolito 28' Santi Mina                                                                                     | 1-0 1-1 1-2 2-2 2-3 2-4                 | 16' Kroos 24' Hernández 43' Rodríguez 69' Hernández                                               | Casillas Carvajal, Varane, Ramos, Marcelo Rodríguez (85' Arbeloa), Illarramendi, Kroos, Isco (82' Jesé) Hernández (74' Pepe), Ronaldo      | 84' Ramos 90' Carvajal                                          |
| 29 april 2015 20:00 Estadio Santiago Bernabéu Madrid               | Real Madrid                                                                                                  | 3-0                                     | Almería                                                                                           | Navas Arbeloa, Pepe, Varane (86' Nacho), Coentrão Illarramendi (65' Silva), Kroos, Rodríguez (65' Isco) Jesé, Hernández, Ronaldo           | 76' Coentrão                                                    |
| 29 april 2015 20:00 Estadio Santiago Bernabéu Madrid               | 44' Rodríguez 49' Dos Santos (own) 84' Arbeloa                                                               | 1-0 2-0 3-0                             |                                                                                                   | Navas Arbeloa, Pepe, Varane (86' Nacho), Coentrão Illarramendi (65' Silva), Kroos, Rodríguez (65' Isco) Jesé, Hernández, Ronaldo           | 76' Coentrão                                                    |
| 2 mei 2015 20:00 Estadio Ramón Sánchez Pizjuán Sevilla             | Sevilla FC                                                                                                   | 2-3                                     | Real Madrid                                                                                       | Casillas Carvajal, Pepe, Varane, Marcelo (88' Arbeloa) Rodríguez, Ramos, Kroos, Isco (84' Illarramendi) Hernández (66' Bale), Ronaldo      | 45+1' Ramos 51' Carvajal                                        |
| 2 mei 2015 20:00 Estadio Ramón Sánchez Pizjuán Sevilla             | 45+2' Bacca 79' Iborra                                                                                       | 0-1 0-2 1-2 1-3 2-3                     | 36' Ronaldo 37' Ronaldo 68' Ronaldo                                                               | Casillas Carvajal, Pepe, Varane, Marcelo (88' Arbeloa) Rodríguez, Ramos, Kroos, Isco (84' Illarramendi) Hernández (66' Bale), Ronaldo      | 45+1' Ramos 51' Carvajal                                        |
| 9 mei 2015 20:00 Estadio Santiago Bernabéu Madrid                  | Real Madrid                                                                                                  | 2-2                                     | Valencia                                                                                          | Casillas Arbeloa (46' Carvajal), Pepe, Ramos, Coentrão (46' Marcelo) Rodríguez, Kroos (25' Illarramendi), Isco Bale, Hernández, Ronaldo    | 25' Arbeloa 45+1' Hernández 48' Pepe 58' Ramos                  |
| 9 mei 2015 20:00 Estadio Santiago Bernabéu Madrid                  | 56' Pepe 84' Isco                                                                                            | 0-1 0-2 1-2 2-2                         | 19' Alcácer 29' Fuego                                                                             | Casillas Arbeloa (46' Carvajal), Pepe, Ramos, Coentrão (46' Marcelo) Rodríguez, Kroos (25' Illarramendi), Isco Bale, Hernández, Ronaldo    | 25' Arbeloa 45+1' Hernández 48' Pepe 58' Ramos                  |
| 17 mei 2015 19:00 Power8 Stadium Barcelona                         | Espanyol | 1-4                                     | Real Madrid                                                                                       | Navas Carvajal (81' Nacho), Pepe, Varane, Marcelo Rodríguez, Kroos, Isco (73' Illarramendi) Bale, Benzema (63' Hernández), Ronaldo         | 23' Pepe 68' Carvajal 74' Marcelo                               |
| 17 mei 2015 19:00 Power8 Stadium Barcelona                         | 73' Stuani                                                                                                   | 0-1 1-1 1-2 1-3 1-4                     | 59' Ronaldo 79' Marcelo 83' Ronaldo 90+1' Ronaldo                                                 | Navas Carvajal (81' Nacho), Pepe, Varane, Marcelo Rodríguez, Kroos, Isco (73' Illarramendi) Bale, Benzema (63' Hernández), Ronaldo         | 23' Pepe 68' Carvajal 74' Marcelo                               |
| 24 mei 2015 20:00 Estadio Santiago Bernabéu Madrid                 | Real Madrid                                                                                                  | -                                       | Getafe                                                                                            | |                                                                 |
| 24 mei 2015 20:00 Estadio Santiago Bernabéu Madrid                 | |                                         |                                                                                                   | |                                                                 |

### Overzicht
| Speeldag  | 1 | 2  | 3  | 4 | 5 | 6  | 7  | 8  | 9  | 10 | 11 | 12 | 13 | 14 | 15 | 16 | 17 | 18 | 19 | 20 | 21 | 22 | 23 | 24 | 25 | 26 | 27 | 28 | 29 | 30 | 31 | 32 | 33 | 34 | 35 | 36 | 37 | 38 |
| --------- | - | -- | -- | - | - | -- | -- | -- | -- | -- | -- | -- | -- | -- | -- | -- | -- | -- | -- | -- | -- | -- | -- | -- | -- | -- | -- | -- | -- | -- | -- | -- | -- | -- | -- | -- | -- | -- |
| Resultaat | w | v  | v  | w | w | w  | w  | w  | w  | w  | w  | w  | w  | w  | w  | v  | w  | w  | w  | w  | w  | v  | w  | w  | g  | v  | w  | v  | w  | w  | w  | w  | w  | w  | w  | g  | w  |    |
| Punten    | 3 | 3  | 3  | 6 | 9 | 12 | 15 | 18 | 21 | 24 | 27 | 30 | 33 | 36 | 39 | 39 | 42 | 45 | 48 | 51 | 54 | 54 | 57 | 60 | 61 | 61 | 64 | 64 | 67 | 70 | 73 | 76 | 79 | 82 | 85 | 86 | 89 |    |
| Positie   | 3 | 10 | 13 | 7 | 5 | 5  | 4  | 3  | 3  | 1  | 1  | 1  | 1  | 1  | 1  | 1  | 1  | 1  | 1  | 1  | 1  | 1  | 1  | 1  | 1  | 2  | 2  | 2  | 2  | 2  | 2  | 2  | 2  | 2  | 2  | 2  | 2  | 2  |

## Copa del Rey

### Wedstrijden
| Copa del Rey                                                                   |                                                               |                     |                                                | |                                                |
| Wedstrijddetails                                                               | Thuisploeg                                                    | Uitslag             | Uitploeg                                       | Opstelling | Kaarten                                        |
| 1/16 finale                                                                    |                                                               |                     |                                                | |                                                |
| 29 oktober 2014 20:00 Estadio Municipal de la Via Fèrria Cornellà de Llobregat | Cornellà (III)                                                | 1-4                 | Real Madrid                                    | Navas Carvajal, Varane, Nacho, Arbeloa Rodríguez (59' Marcelo), Illarramendi, Khedira, Isco (76' Medrán) Benzema (76' De Tomás), Hernández | 63' Varane                                     |
| 29 oktober 2014 20:00 Estadio Municipal de la Via Fèrria Cornellà de Llobregat | 19' Muñoz                                                     | 0-1 1-1 1-2 1-3 1-4 | 9' Varane 35' Varane 50' Hernández 73' Marcelo | Navas Carvajal, Varane, Nacho, Arbeloa Rodríguez (59' Marcelo), Illarramendi, Khedira, Isco (76' Medrán) Benzema (76' De Tomás), Hernández | 63' Varane                                     |
| 17 december 2014 20:00 Estadio Santiago Bernabéu Madrid                        | Real Madrid                                                   | 5-0                 | Cornellà (III)                                 | Pacheco Arbeloa, Varane (46' Llorente), Nacho, Coentrão Medrán, Illarramendi, Khedira (57' Jesé) Rodríguez (63' Muñoz), Hernández, Isco    | 37' Illarramendi 72' Muñoz                     |
| 17 december 2014 20:00 Estadio Santiago Bernabéu Madrid                        | 16' Rodríguez 31' Isco 34' Rodríguez 60' López (own) 77' Jesé | 1-0 2-0 3-0 4-0 5-0 |                                                | Pacheco Arbeloa, Varane (46' Llorente), Nacho, Coentrão Medrán, Illarramendi, Khedira (57' Jesé) Rodríguez (63' Muñoz), Hernández, Isco    | 37' Illarramendi 72' Muñoz                     |
| 1/8 finale                                                                     |                                                               |                     |                                                | |                                                |
| 7 januari 2015 21:00 Estadio Vicente Calderón Madrid                           | Atlético Madrid                                               | 2-0                 | Real Madrid                                    | Navas Arbeloa (83' Carvajal), Varane, Ramos, Marcelo Isco, Khedira, Kroos, Rodríguez (63' Ronaldo) Bale, Benzema (75' Jesé)                | 27' Marcelo 31' Khedira 57' Ramos 98' Carvajal |
| 7 januari 2015 21:00 Estadio Vicente Calderón Madrid                           | 58' García 76' Giménez                                        | 1-0 2-0             |                                                | Navas Arbeloa (83' Carvajal), Varane, Ramos, Marcelo Isco, Khedira, Kroos, Rodríguez (63' Ronaldo) Bale, Benzema (75' Jesé)                | 27' Marcelo 31' Khedira 57' Ramos 98' Carvajal |
| 15 januari 2015 20:00 Estadio Santiago Bernabéu Madrid                         | Real Madrid                                                   | 2-2                 | Atlético Madrid                                | Navas Carvajal, Pepe (59' Varane), Ramos, Marcelo Isco, Kroos, Rodríguez (72' Jesé) Bale, Benzema, Ronaldo                                 | 56' Ramos 83' Marcelo 86' Carvajal 88' Isco    |
| 15 januari 2015 20:00 Estadio Santiago Bernabéu Madrid                         | 20' Ramos 54' Ronaldo                                         | 0-1 1-1 1-2 2-2     | 1' Torres 46' Torres                           | Navas Carvajal, Pepe (59' Varane), Ramos, Marcelo Isco, Kroos, Rodríguez (72' Jesé) Bale, Benzema, Ronaldo                                 | 56' Ramos 83' Marcelo 86' Carvajal 88' Isco    |

## FIFA Club World Cup

### Wedstrijden
| FIFA Club World Cup                                 |                    |                 |                                         | |                        |
| Wedstrijddetails                                    | Thuisploeg         | Uitslag         | Uitploeg                                | Opstelling | Kaarten                |
| Halve finale                                        |                    |                 |                                         | |                        |
| 16 december 2014 20:30 Stade de Marrakech Marrakesh | Cruz Azul          | 0-4             | Real Madrid                             | Casillas Carvajal, Pepe, Ramos (64' Varane), Marcelo Illarramendi, Kroos (73' Khedira), Isco (76' Jesé) Bale, Benzema, Ronaldo  | 39' Ramos              |
| 16 december 2014 20:30 Stade de Marrakech Marrakesh |                    | 0-1 0-2 0-3 0-4 | 15' Ramos 36' Benzema 50' Bale 72' Isco | Casillas Carvajal, Pepe, Ramos (64' Varane), Marcelo Illarramendi, Kroos (73' Khedira), Isco (76' Jesé) Bale, Benzema, Ronaldo  | 39' Ramos              |
| Finale                                              |                    |                 |                                         | |                        |
| 20 december 2014 20:30 Stade de Marrakech Marrakesh | Real Madrid        | 2-0             | San Lorenzo                             | Casillas Carvajal (73' Arbeloa), Pepe, Ramos (89' Varane), Marcelo (44' Coentrão) Isco, Kroos, Rodríguez Bale, Benzema, Ronaldo | 22' Ramos 30' Carvajal |
| 20 december 2014 20:30 Stade de Marrakech Marrakesh | 37' Ramos 51' Bale | 1-0 2-0         |                                         | Casillas Carvajal (73' Arbeloa), Pepe, Ramos (89' Varane), Marcelo (44' Coentrão) Isco, Kroos, Rodríguez Bale, Benzema, Ronaldo | 22' Ramos 30' Carvajal |

## UEFA Champions League

### Wedstrijden
| UEFA Champions League                                    |                                                                |                             |                                                | |                                        |
| Wedstrijddetails                                         | Thuisploeg                                                     | Uitslag                     | Uitploeg                                       | Opstelling | Kaarten                                |
| Groepsfase                                               |                                                                |                             |                                                | |                                        |
| 16 september 2014 20:45 Estadio Santiago Bernabéu Madrid | Real Madrid                                                    | 5-1                         | FC Basel                                       | Casillas Nacho, Pepe, Ramos (66' Varane), Marcelo Modrić (74' Illarramendi), Kroos, Rodríguez Bale, Benzema (82' Hernández), Ronaldo         | 85' Pepe                               |
| 16 september 2014 20:45 Estadio Santiago Bernabéu Madrid | 14' Suchý (own) 30' Bale 31' Ronaldo 37' Rodríguez 79' Benzema | 1-0 2-0 3-0 4-0 4-1 5-1     | 38' González                                   | Casillas Nacho, Pepe, Ramos (66' Varane), Marcelo Modrić (74' Illarramendi), Kroos, Rodríguez Bale, Benzema (82' Hernández), Ronaldo         | 85' Pepe                               |
| 1 oktober 2014 20:45 Ludogorets Arena Razgrad            | Ludogorets                                                     | 1-2                         | Real Madrid                                    | Casillas Arbeloa, Varane, Ramos, Marcelo Modrić (73' Kroos), Illarramendi, Isco (76' Rodríguez) Bale, Hernández (67' Benzema), Ronaldo       | 73' Ramos                              |
| 1 oktober 2014 20:45 Ludogorets Arena Razgrad            | 6' Marcelinho                                                  | 1-0 1-1 1-2                 | 25' Ronaldo 77' Benzema                        | Casillas Arbeloa, Varane, Ramos, Marcelo Modrić (73' Kroos), Illarramendi, Isco (76' Rodríguez) Bale, Hernández (67' Benzema), Ronaldo       | 73' Ramos                              |
| 22 oktober 2014 20:45 Anfield Liverpool                  | Liverpool FC                                                   | 0-3                         | Real Madrid                                    | Casillas Arbeloa, Pepe, Varane, Marcelo (85' Nacho) Rodríguez, Modrić, Kroos (82' Illarramendi), Isco Benzema, Ronaldo (75' Khedira)         | 36' Kroos                              |
| 22 oktober 2014 20:45 Anfield Liverpool                  |                                                                | 0-1 0-2 0-3                 | 23' Ronaldo 30' Benzema 41' Benzema            | Casillas Arbeloa, Pepe, Varane, Marcelo (85' Nacho) Rodríguez, Modrić, Kroos (82' Illarramendi), Isco Benzema, Ronaldo (75' Khedira)         | 36' Kroos                              |
| 4 november 2014 20:45 Estadio Santiago Bernabéu Madrid   | Real Madrid                                                    | 1-0                         | Liverpool FC                                   | Casillas Arbeloa (83' Nacho), Varane, Ramos, Marcelo Rodríguez (62' Bale), Modrić, Kroos, Isco Benzema (87' Hernández), Ronaldo              | 53' Rodríguez 60' Ramos 76' Marcelo    |
| 4 november 2014 20:45 Estadio Santiago Bernabéu Madrid   | 27' Benzema                                                    | 1-0                         |                                                | Casillas Arbeloa (83' Nacho), Varane, Ramos, Marcelo Rodríguez (62' Bale), Modrić, Kroos, Isco Benzema (87' Hernández), Ronaldo              | 53' Rodríguez 60' Ramos 76' Marcelo    |
| 26 november 2014 20:45 St. Jakob-Park Bazel              | FC Basel                                                       | 0-1                         | Real Madrid                                    | Navas Arbeloa, Varane, Ramos, Coentrão Isco (90+3' Nacho), Kroos, Rodríguez (89' Marcelo) Bale, Benzema (71' Illarramendi), Ronaldo          | 43' Ramos 48' Coentrão                 |
| 26 november 2014 20:45 St. Jakob-Park Bazel              |                                                                | 0-1                         | 35' Ronaldo                                    | Navas Arbeloa, Varane, Ramos, Coentrão Isco (90+3' Nacho), Kroos, Rodríguez (89' Marcelo) Bale, Benzema (71' Illarramendi), Ronaldo          | 43' Ramos 48' Coentrão                 |
| 9 december 2014 20:45 Estadio Santiago Bernabéu Madrid   | Real Madrid                                                    | 4-0                         | Ludogorets                                     | Navas Arbeloa, Varane, Nacho, Coentrão (60' Marcelo) Bale (83' Medrán), Illarramendi, Kroos (60' Jesé), Isco Hernández, Ronaldo              | 86' Marcelo                            |
| 9 december 2014 20:45 Estadio Santiago Bernabéu Madrid   | 20' Ronaldo 38' Bale 79' Arbeloa 88' Medrán                    | 1-0 2-0 3-0 4-0             |                                                | Navas Arbeloa, Varane, Nacho, Coentrão (60' Marcelo) Bale (83' Medrán), Illarramendi, Kroos (60' Jesé), Isco Hernández, Ronaldo              | 86' Marcelo                            |
| 1/8 finale                                               |                                                                |                             |                                                | |                                        |
| 18 februari 2015 20:45 Veltins-Arena Gelsenkirchen       | FC Schalke 04                                                  | 0-2                         | Real Madrid                                    | Casillas Carvajal (82' Arbeloa), Pepe, Varane, Marcelo Lucas Silva, Kroos, Isco (85' Illarramendi) Bale, Benzema (78' Hernández), Ronaldo    | 9' Kroos                               |
| 18 februari 2015 20:45 Veltins-Arena Gelsenkirchen       |                                                                | 0-1 0-2                     | 26' Ronaldo 79' Marcelo                        | Casillas Carvajal (82' Arbeloa), Pepe, Varane, Marcelo Lucas Silva, Kroos, Isco (85' Illarramendi) Bale, Benzema (78' Hernández), Ronaldo    | 9' Kroos                               |
| 10 maart 2015 20:45 Estadio Santiago Bernabéu Madrid     | Real Madrid                                                    | 3-4                         | FC Schalke 04                                  | Casillas Arbeloa (83' Nacho), Pepe, Varane, Coentrão (58' Marcelo) Khedira (58' Modrić), Kroos, Isco Bale, Benzema, Ronaldo                  | 31' Ronaldo 55' Coentrão               |
| 10 maart 2015 20:45 Estadio Santiago Bernabéu Madrid     | 25' Ronaldo 45' Ronaldo 52' Benzema                            | 0-1 1-1 1-2 2-2 3-2 3-3 3-4 | 20' Fuchs 40' Huntelaar 57' Sané 84' Huntelaar | Casillas Arbeloa (83' Nacho), Pepe, Varane, Coentrão (58' Marcelo) Khedira (58' Modrić), Kroos, Isco Bale, Benzema, Ronaldo                  | 31' Ronaldo 55' Coentrão               |
| Kwartfinale                                              |                                                                |                             |                                                | |                                        |
| 14 april 2015 20:45 Estadio Vicente Calderón Madrid      | Atlético Madrid                                                | 0-0                         | Real Madrid                                    | Casillas Carvajal (85' Arbeloa), Varane, Ramos, Marcelo Modrić, Kroos, Rodríguez Bale, Benzema (76' Isco), Ronaldo                           | 80' Ramos 89' Marcelo                  |
| 14 april 2015 20:45 Estadio Vicente Calderón Madrid      |                                                                |                             |                                                | Casillas Carvajal (85' Arbeloa), Varane, Ramos, Marcelo Modrić, Kroos, Rodríguez Bale, Benzema (76' Isco), Ronaldo                           | 80' Ramos 89' Marcelo                  |
| 22 april 2015 20:45 Estadio Santiago Bernabéu Madrid     | Real Madrid                                                    | 1-0                         | Atlético Madrid                                | Casillas Carvajal, Pepe, Varane, Coentrão (90+1' Arbeloa) Kroos, Ramos, Isco (90+3' Illarramendi) Rodríguez, Hernández (90+2' Jesé), Ronaldo | 74' Pepe 90+3' Arbeloa                 |
| 22 april 2015 20:45 Estadio Santiago Bernabéu Madrid     | 88' Hernández                                                  | 1-0                         |                                                | Casillas Carvajal, Pepe, Varane, Coentrão (90+1' Arbeloa) Kroos, Ramos, Isco (90+3' Illarramendi) Rodríguez, Hernández (90+2' Jesé), Ronaldo | 74' Pepe 90+3' Arbeloa                 |
| Halve finale                                             |                                                                |                             |                                                | |                                        |
| 5 mei 2015 20:45 Juventus Stadium Turijn                 | Juventus                                                       | 2-1                         | Real Madrid                                    | Casillas Carvajal, Pepe, Varane, Marcelo Rodríguez, Kroos, Ramos, Isco (63' Hernández) Bale (86' Jesé), Ronaldo                              | 57' Marcelo 75' Carvajal 85' Rodríguez |
| 5 mei 2015 20:45 Juventus Stadium Turijn                 | 8' Morata 57' Tévez                                            | 1-0 1-1 2-1                 | 27' Ronaldo                                    | Casillas Carvajal, Pepe, Varane, Marcelo Rodríguez, Kroos, Ramos, Isco (63' Hernández) Bale (86' Jesé), Ronaldo                              | 57' Marcelo 75' Carvajal 85' Rodríguez |
| 13 mei 2015 20:45 Estadio Santiago Bernabéu Madrid       | Real Madrid                                                    | 1-1                         | Juventus                                       | Casillas Carvajal, Varane, Ramos, Marcelo Rodríguez, Kroos, Isco Bale, Benzema (67' Hernández), Ronaldo                                      | 32' Isco 44' Rodríguez                 |
| 13 mei 2015 20:45 Estadio Santiago Bernabéu Madrid       | 23' Ronaldo                                                    | 1-0 1-1                     | 57' Morata                                     | Casillas Carvajal, Varane, Ramos, Marcelo Rodríguez, Kroos, Isco Bale, Benzema (67' Hernández), Ronaldo                                      | 32' Isco 44' Rodríguez                 |

### Groepsfase Champions League
| Groep B | Groep B      | Groep B | Groep B | Groep B | Groep B | Groep B | Groep B | Groep B | Groep B |
|         |              | P       | W       | G       | V       | +       | -       | DS      | Ptn     |
| ------- | ------------ | ------- | ------- | ------- | ------- | ------- | ------- | ------- | ------- |
| 1.      | Real Madrid  | 6       | 6       | 0       | 0       | 16      | 2       | +14     | 18      |
| 2.      | FC Basel     | 6       | 2       | 1       | 3       | 7       | 8       | −1      | 7       |
| 3.      | Liverpool FC | 6       | 1       | 2       | 3       | 5       | 9       | −4      | 5       |
| 4.      | Ludogorets   | 6       | 1       | 1       | 4       | 5       | 14      | −9      | 4       |

## Statistieken
| Nr. | Naam               | Primera División | Primera División | Copa del Rey | Copa del Rey | Supercopa | Supercopa | Champions League | Champions League | UEFA Super Cup | UEFA Super Cup | FIFA World Cup | FIFA World Cup | Totaal | Totaal |
| Nr. | Naam               | Wed              | Goals            | Wed          | Goals        | Wed       | Goals     | Wed              | Goals            | Wed            | Goals          | Wed            | Goals          | Wed    | Goals  |
| --- | ------------------ | ---------------- | ---------------- | ------------ | ------------ | --------- | --------- | ---------------- | ---------------- | -------------- | -------------- | -------------- | -------------- | ------ | ------ |
| 1.  | Iker Casillas      | 31               | 0                | 0            | 0            | 2         | 0         | 10               | 0                | 1              | 0              | 2              | 0              | 46     | 0      |
| 2.  | Raphaël Varane     | 26               | 0                | 4            | 2            | 1         | 0         | 12               | 0                | 0              | 0              | 2              | 0              | 44     | 2      |
| 3.  | Pepe               | 26               | 2                | 1            | 0            | 1         | 0         | 6                | 0                | 1              | 0              | 2              | 0              | 37     | 2      |
| 4.  | Sergio Ramos       | 27               | 4                | 2            | 1            | 2         | 0         | 8                | 0                | 1              | 0              | 2              | 2              | 42     | 7      |
| 5.  | Fábio Coentrão     | 9                | 0                | 1            | 0            | 1         | 0         | 4                | 0                | 1              | 0              | 1              | 0              | 17     | 0      |
| 6.  | Sami Khedira       | 11               | 0                | 3            | 0            | 0         | 0         | 2                | 0                | 0              | 0              | 1              | 0              | 17     | 0      |
| 7.  | Cristiano Ronaldo  | 34               | 45               | 2            | 1            | 2         | 0         | 12               | 10               | 1              | 2              | 2              | 0              | 53     | 58     |
| 8.  | Toni Kroos         | 35               | 2                | 2            | 0            | 2         | 0         | 12               | 0                | 1              | 0              | 2              | 0              | 54     | 2      |
| 9.  | Karim Benzema      | 29               | 15               | 3            | 0            | 2         | 0         | 9                | 6                | 1              | 0              | 2              | 1              | 46     | 22     |
| 10. | James Rodríguez    | 28               | 12               | 4            | 2            | 2         | 1         | 9                | 1                | 1              | 0              | 1              | 0              | 45     | 16     |
| 11. | Gareth Bale        | 31               | 13               | 2            | 0            | 2         | 0         | 10               | 2                | 1              | 0              | 2              | 2              | 48     | 17     |
| 12. | Marcelo            | 33               | 1                | 3            | 1            | 2         | 0         | 11               | 1                | 1              | 0              | 2              | 0              | 52     | 3      |
| 13. | Keylor Navas       | 6                | 0                | 3            | 0            | 0         | 0         | 2                | 0                | 0              | 0              | 0              | 0              | 11     | 0      |
| 14. | Javier Hernández   | 22               | 6                | 2            | 1            | 0         | 0         | 8                | 1                | 0              | 0              | 0              | 0              | 32     | 8      |
| 15. | Daniel Carvajal    | 29               | 0                | 3            | 0            | 2         | 0         | 5                | 0                | 1              | 0              | 2              | 0              | 42     | 0      |
| 16. | Lucas Silva        | 8                | 0                | 0            | 0            | 0         | 0         | 1                | 0                | 0              | 0              | 0              | 0              | 9      | 0      |
| 17. | Álvaro Arbeloa     | 21               | 1                | 3            | 0            | 0         | 0         | 9                | 1                | 0              | 0              | 1              | 0              | 34     | 2      |
| 18. | Nacho              | 13               | 1                | 2            | 0            | 0         | 0         | 6                | 0                | 0              | 0              | 0              | 0              | 21     | 1      |
| 19. | Luka Modrić        | 16               | 1                | 0            | 0            | 2         | 0         | 6                | 0                | 1              | 0              | 0              | 0              | 25     | 1      |
| 20. | Jesé               | 15               | 2                | 3            | 1            | 0         | 0         | 3                | 0                | 0              | 0              | 1              | 0              | 22     | 3      |
| 23. | Isco               | 34               | 4                | 4            | 1            | 1         | 0         | 11               | 0                | 1              | 0              | 2              | 1              | 53     | 6      |
| 24. | Asier Illarramendi | 29               | 0                | 2            | 0            | 0         | 0         | 7                | 0                | 1              | 0              | 1              | 0              | 40     | 0      |
| 25. | Fernando Pacheco   | 0                | 0                | 1            | 0            | 0         | 0         | 0                | 0                | 0              | 0              | 0              | 0              | 1      | 0      |
| 26. | Álvaro Medrán      | 2                | 0                | 2            | 0            | 0         | 0         | 1                | 1                | 0              | 0              | 0              | 0              | 5      | 1      |
| 27. | Raúl de Tomás      | 0                | 0                | 1            | 0            | 0         | 0         | 0                | 0                | 0              | 0              | 0              | 0              | 1      | 0      |
| 34. | Diego Llorente     | 0                | 0                | 1            | 0            | 0         | 0         | 0                | 0                | 0              | 0              | 0              | 0              | 1      | 0      |
| 37. | Javier Muñoz       | 0                | 0                | 1            | 0            | 0         | 0         | 0                | 0                | 0              | 0              | 0              | 0              | 1      | 0      |
| 41. | Martin Ødegaard    | 0                | 0                | 0            | 0            | 0         | 0         | 0                | 0                | 0              | 0              | 0              | 0              | 0      | 0      |

## Individuele prijzen
| Prijs                              | Winnaar           |
| ---------------------------------- | ----------------- |
| FIFA Club World Cup - Gouden Bal   | Sergio Ramos      |
| FIFA Club World Cup - Zilveren Bal | Cristiano Ronaldo |
| FIFA Club World Cup - Fair Play    | Iker Casillas     |

## Afbeeldingen

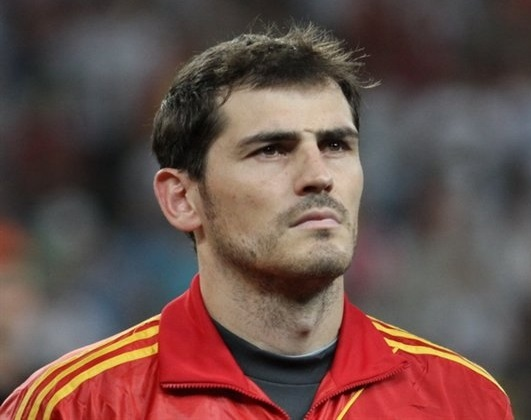
Iker Casillas (doelman)
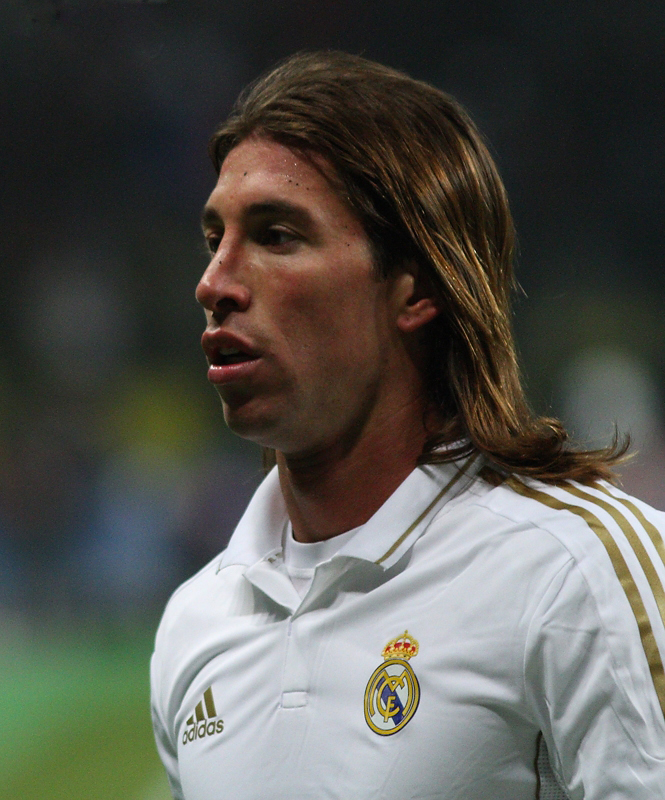
Sergio Ramos (verdediger)
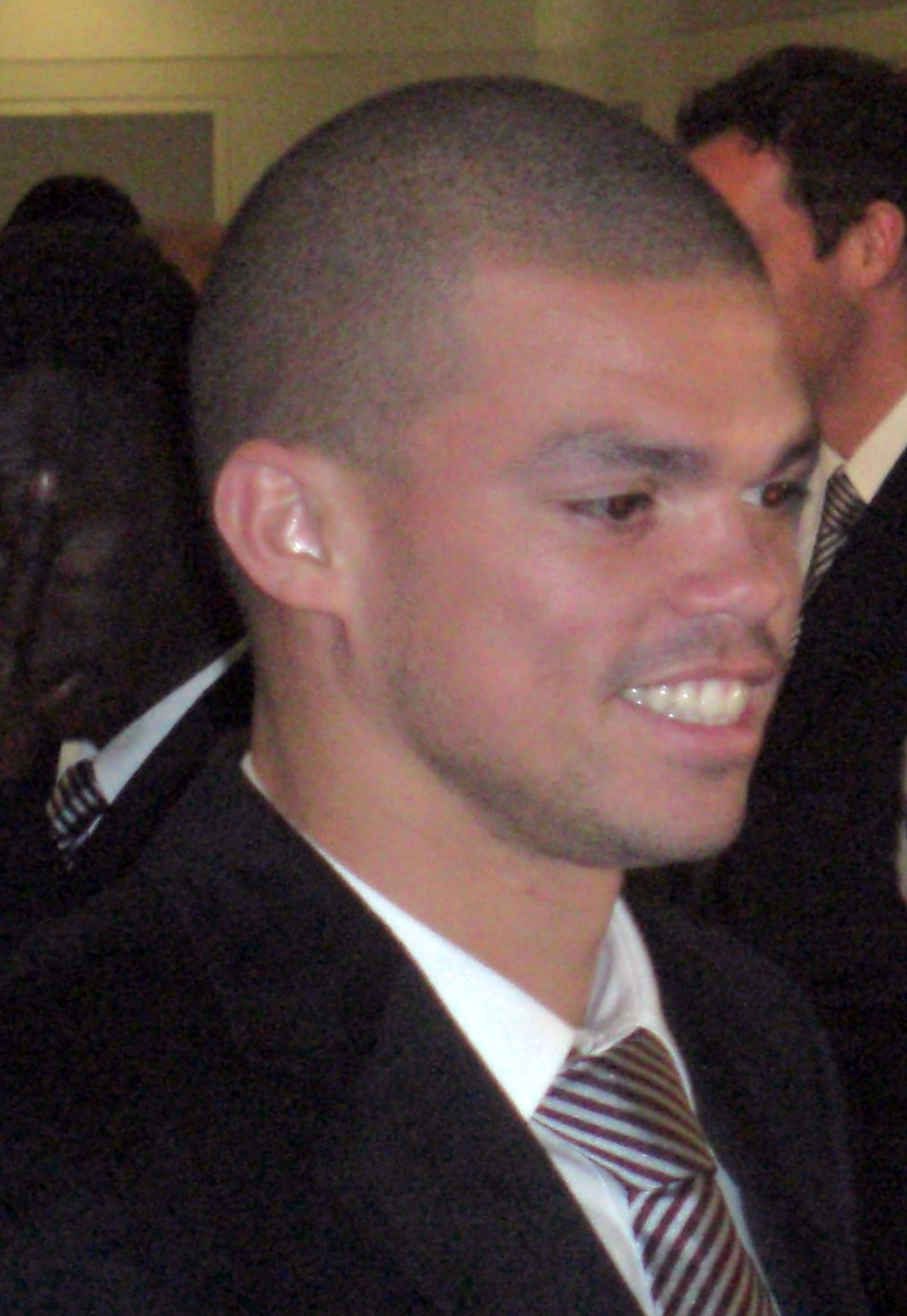
Pepe (verdediger)
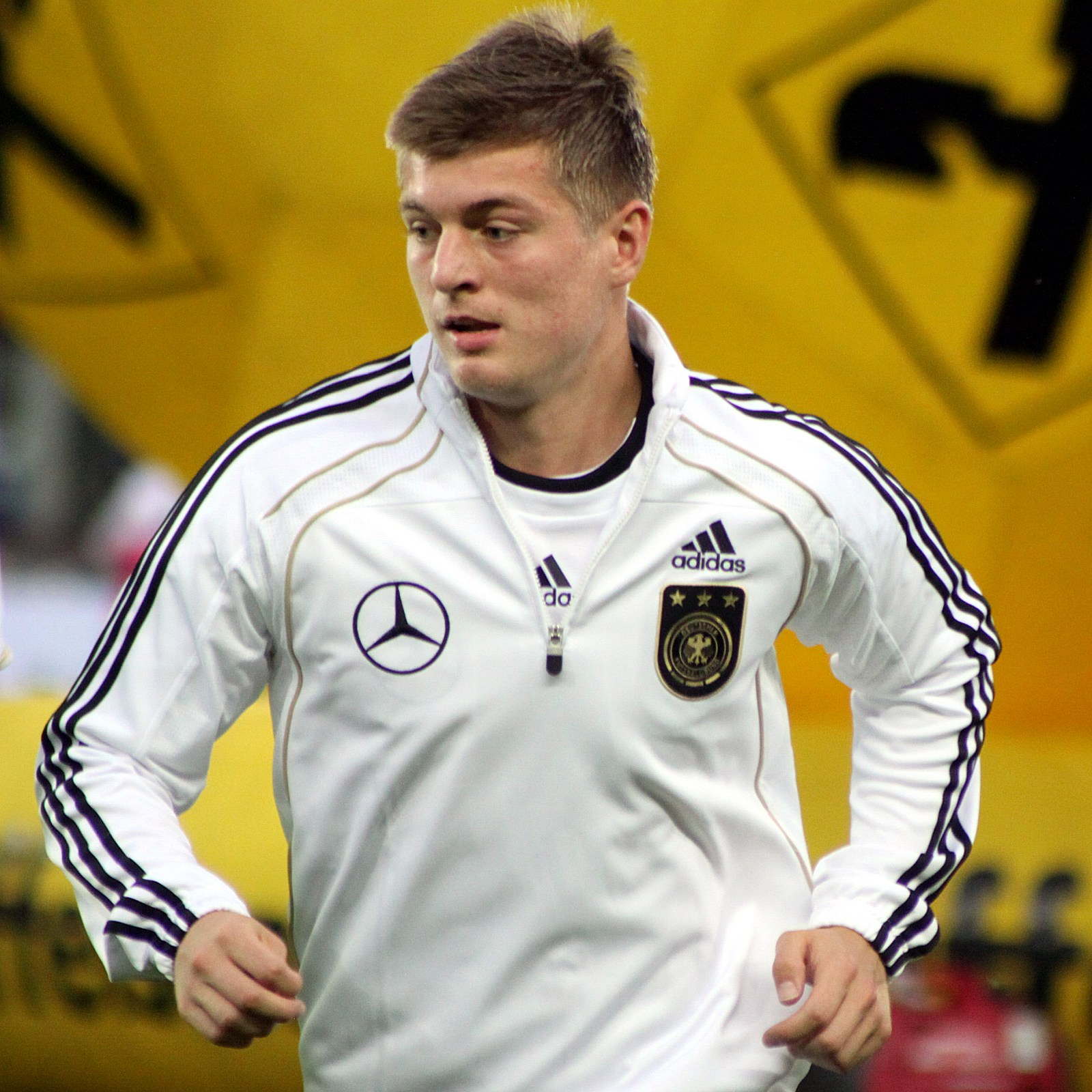
Toni Kroos (middenvelder)
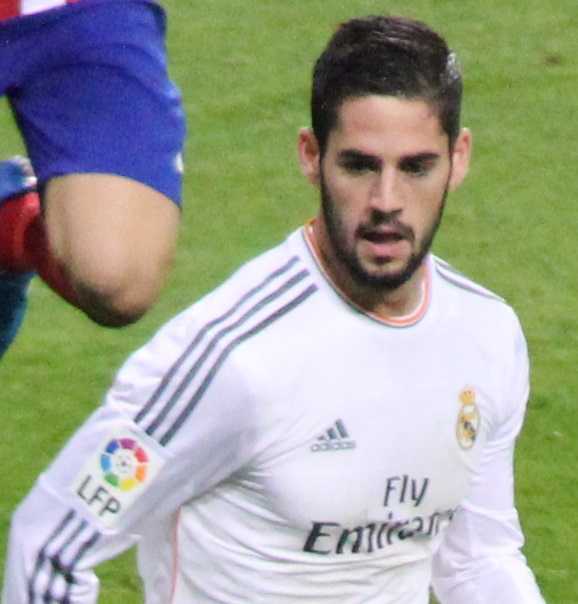
Isco (middenvelder)
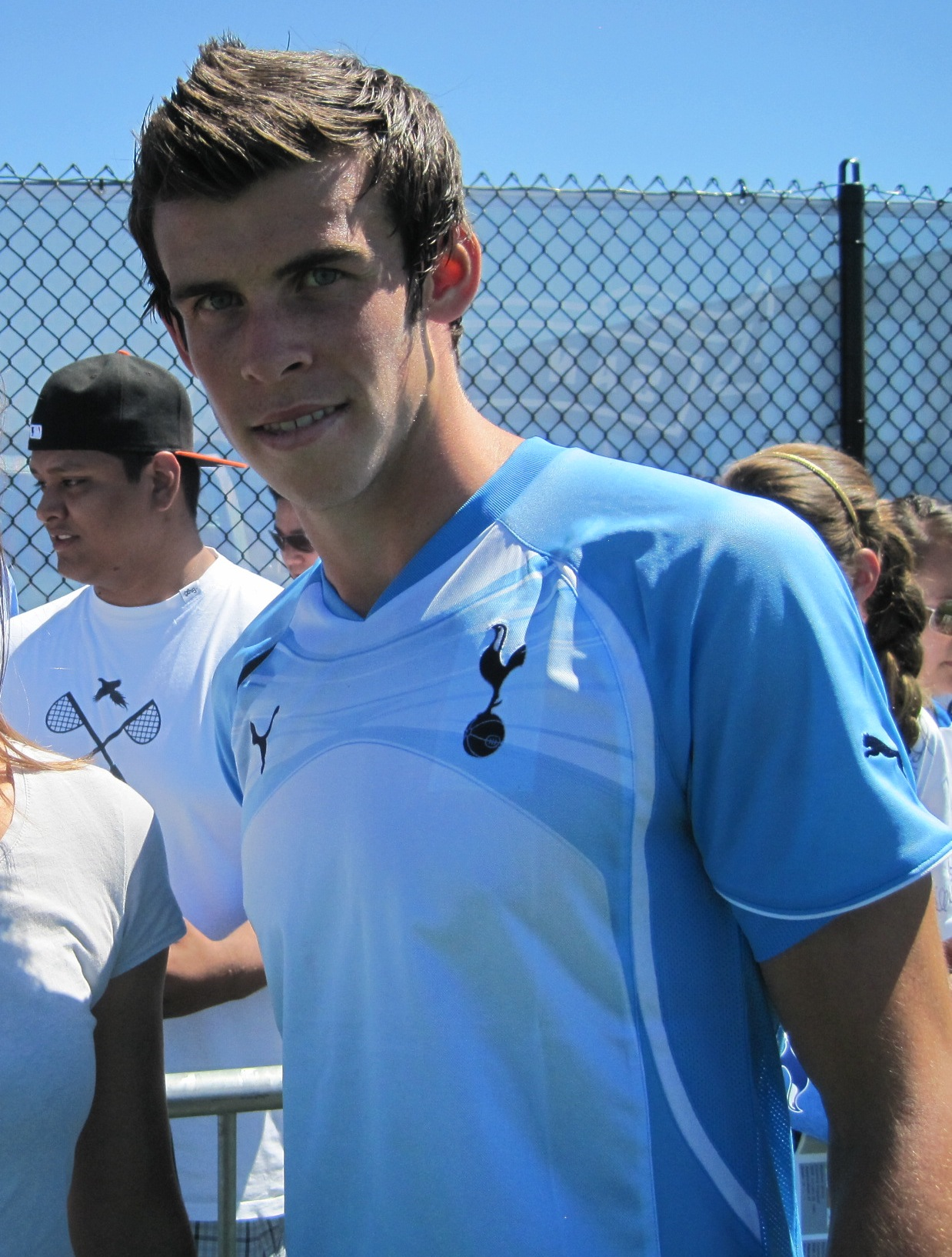
Gareth Bale (aanvaller)
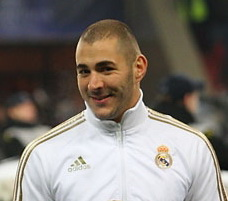
Karim Benzema (aanvaller)
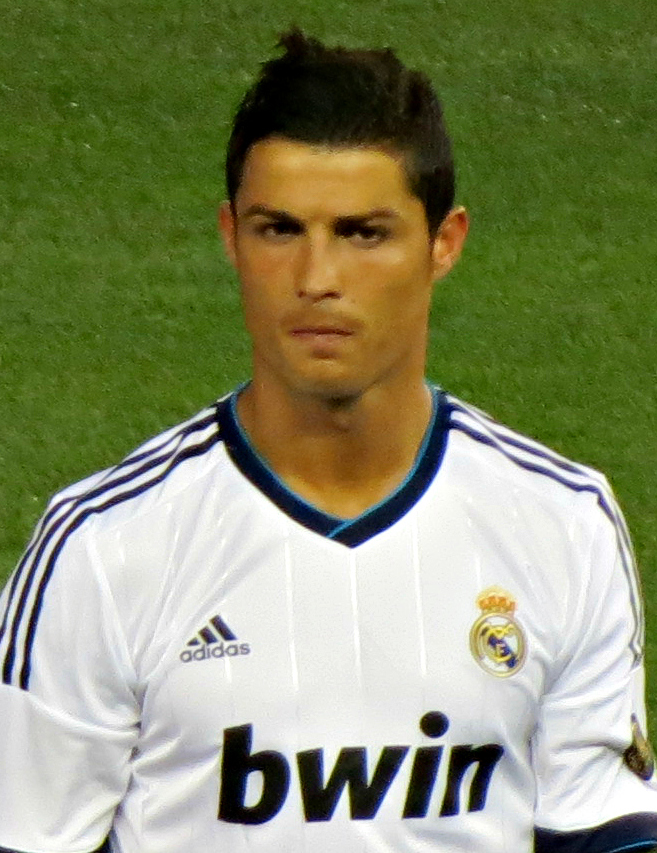
Cristiano Ronaldo (aanvaller)

1998/99 ·
1999/00 ·
... ·
2013/14 ·
2014/15 ·
2015/16 ·
2016/17 ·
2017/18 ·
2018/19 ·
2019/20 ·
2020/21 ·
2021/22 ·
2022/23 ·
2023/24 ·
2024/25